# Kjell Rodian
Kjell Åkerstrøm Hansen Rodian (Frederiksberg, 30 de juny de 1942 - Nørrebro, Copenhaguen, 29 de desembre de 2007) va ser un ciclista danès que va córrer durant els anys 60 i 70 del segle xx.
El 1964 va prendre part en els Jocs Olímpics d'Estiu de Tòquio, on va guanyar la medalla de plata en la cursa en ruta individual, del programa de ciclisme, per darrere Mario Zanin.

## Palmarès
- 1964
  - 1r a la Nordisk Mesterskab en ruta
  - 1r a la Nordisk Mesterskab en la contrarellotge per equips, junt a Vagn Bangsborg, Flemming Gleerup i Ole Højlund
  -  Medalla de plata als Jocs Olímpics de Tòquio en ruta individual